# 錫德山
32°20′S 19°5′E / 32.333°S 19.083°E

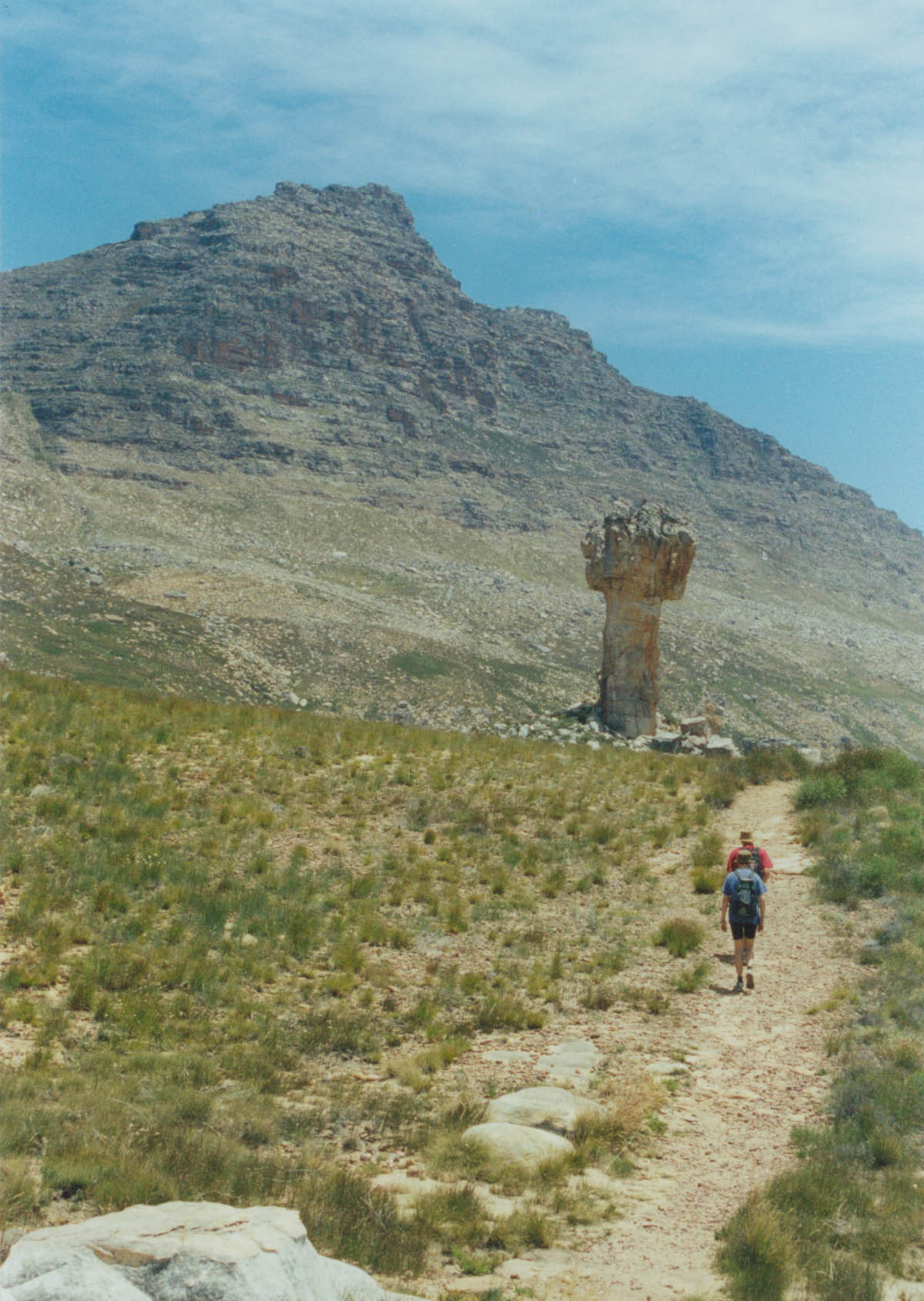

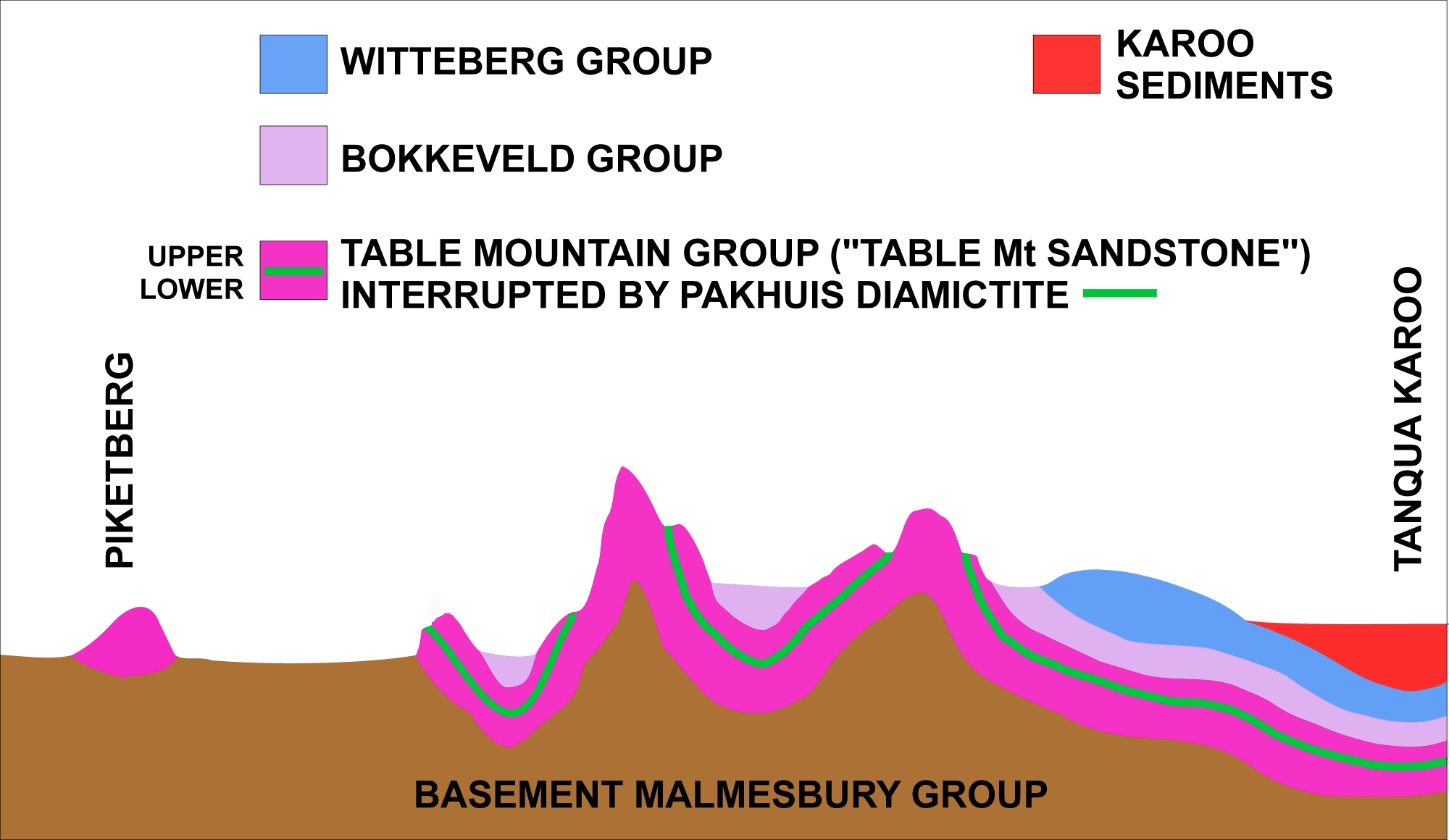

錫德山是南非的山脈，位於該國南部西開普省，處於克蘭威廉以北約300公里，長50公里、寬20公里，覆蓋710平方公里，最高點海拔高度1,318米。